# Raul Dominguez
Raul J. Dominguez (15 april 1956) is een voormalig voetbalscheidsrechter uit de Verenigde Staten. Hij floot als FIFA-scheidsrechter van 1990 tot 1998 op het hoogste internationale niveau. Dominguez was onder meer actief op de Copa América 1995 in Uruguay, en het Wereldkampioenschap voetbal onder 20 in 1991 (Portugal).

## Interlands
| Datum      | Wedstrijd                  | Uitslag | Competitie        | Kreeg geel | Kreeg voor de tweede keer geel en dus rood | Weggestuurd |
| ---------- | -------------------------- | ------- | ----------------- | ---------- | ------------------------------------------ | ----------- |
| 03-02-1991 | Zwitserland – Colombia     | 3 – 2   | Miami Cup         | ?          | ?                                          | ?           |
| 25-03-1992 | Ierland – Zwitserland      | 2 – 1   | Vriendschappelijk | ?          | ?                                          | ?           |
| 26-04-1992 | Bermuda – Haïti            | 1 – 0   | WK-kwalificatie   | ?          | ?                                          | ?           |
| 31-05-1992 | Italië – Portugal          | 0 – 0   | US Cup            | ?          | ?                                          | ?           |
| 02-08-1992 | Mexico – Colombia          | 0 – 0   | LA Friendship Cup | ?          | ?                                          | ?           |
| 15-11-1992 | Mexico – Honduras          | 2 – 0   | WK-kwalificatie   | 5          | 0                                          | 1           |
| 18-07-1993 | Mexico – Canada            | 8 – 0   | US Gold Cup       | ?          | ?                                          | ?           |
| 09-07-1995 | Mexico – Venezuela         | 3 – 1   | Copa América      | ?          | ?                                          | 2           |
| 06-03-1996 | Colombia – Honduras        | 2 – 1   | Vriendschappelijk | ?          | ?                                          | 1           |
| 29-05-1996 | Colombia – Schotland       | 1 – 0   | Vriendschappelijk | ?          | ?                                          | ?           |
| 12-06-1996 | Mexico – Ierland           | 2 – 2   | US Cup            | 5          | 1                                          | 0           |
| 21-09-1996 | Honduras – Mexico          | 2 – 1   | WK-kwalificatie   | 6          | 0                                          | 0           |
| 26-10-1996 | Honduras – Jamaica         | 0 – 0   | WK-kwalificatie   | 1          | 0                                          | 0           |
| 07-08-1997 | Verenigde Staten – Ecuador | 0 – 1   | Vriendschappelijk | ?          | ?                                          | ?           |